# Eight Inc.
Eight Inc. ist ein multidisziplinäres Design- und Innovationsstudio mit Standorten in New York City, San Francisco, Honolulu, Tokio, Peking und London. Gegründet 1989 von Tim Kobe, entwirft Eight Inc. Wohn- und Gewerbeobjekte, Produkte und Kommunikationskonzepte.

## Überblick
Neueste Projekte im kommerziellen Sektor beinhalten die Apple Stores, Vertriebskanäle für den Einzelhandel, Gewerbeausstellungen, die Nokia Flagship Stores Ladengeschäfte für Coach Inc. und verschiedene Aufträge für Virgin Atlantic Airways sowie die Gestaltung einer neuen Bankenwelt für Citibank.
Des Weiteren entwirft Eight Inc. private Wohngebäude und Objekte mit privater und kommerzieller Nutzung und erhielt unter anderem den Architectural Record Honor Award für das Design High Density On The High Ground, einem Wettbewerb für Wohnprojekte mit Mischnutzung in New Orleans, der nach dem Hurrikan Katrina ausgeschrieben wurde. Im Jahr 2006 vertrat Eight Inc. die USA bei der Ausstellung im amerikanischen Pavillon auf der zehnten Biennale für Architektur in Venedig.
Eight Inc. entwarf Möbel für METRO, einen Geschäftsbereich von Steelcase, Küchenzubehör für Williams-Sonoma, interaktive Designkonzepte für Citibank und Nokia sowie Ausstellungen für Herman Miller und Apple.
Aktuelle LEED-zertifizierte Projekte sind 280 Beachwalk, der erste LEED-Ladenkomplex in Waikiki und das Malama Learning Center, ein Bildungszentrum auf der hawaiianischen Insel Oahu.

## Ausgewählte Projekte

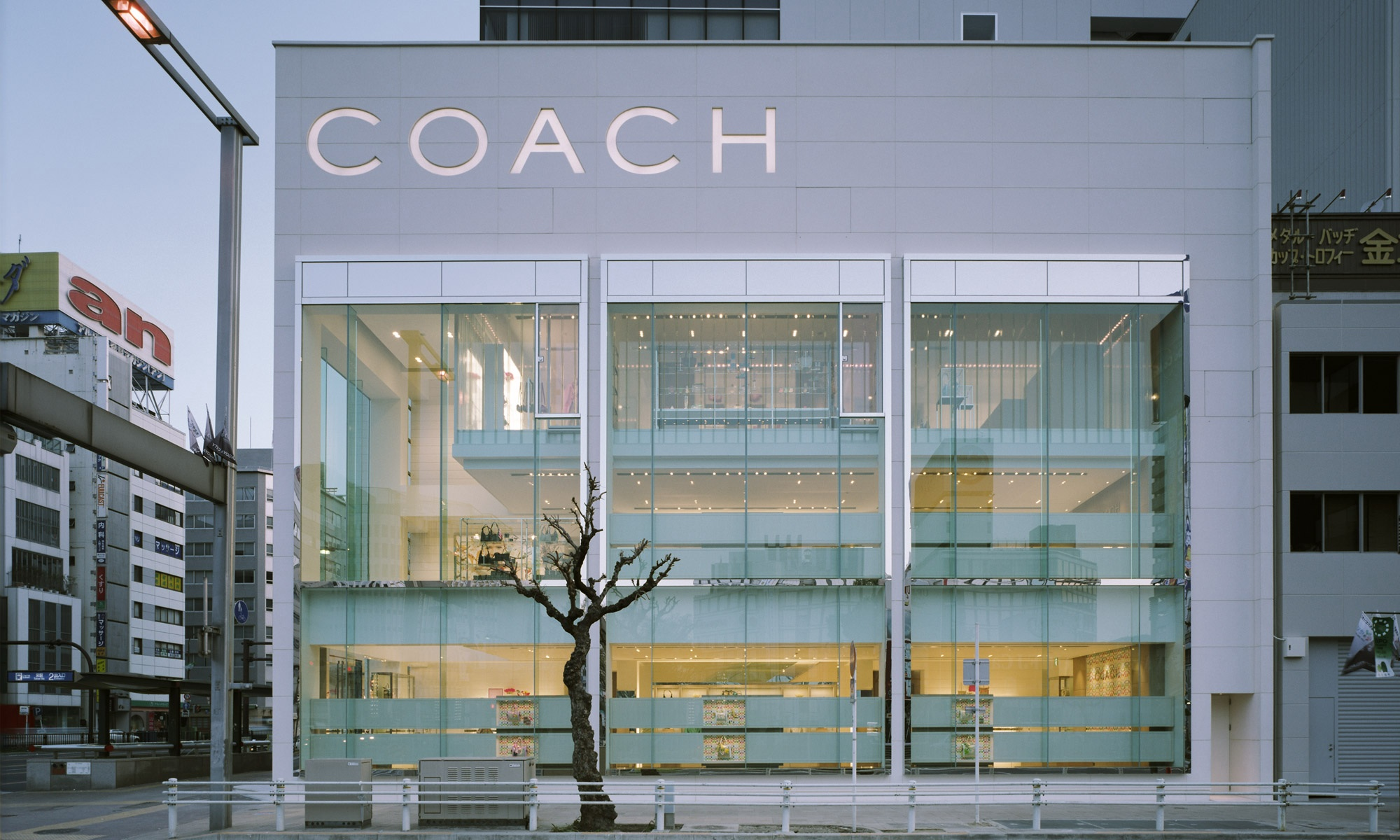
Coach Store Nagoya, Japan
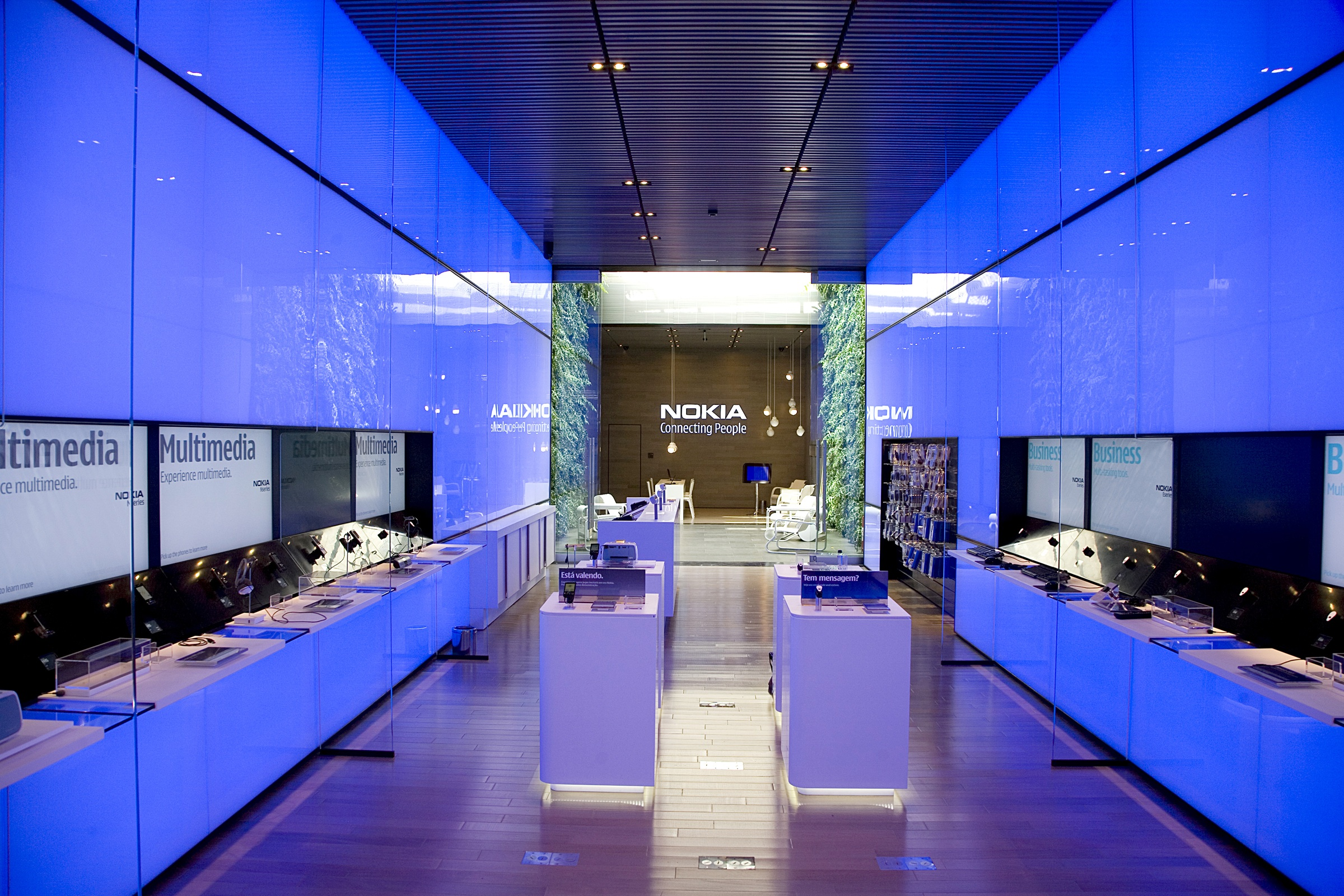
Nokia Flagship São Paulo, Brasilien
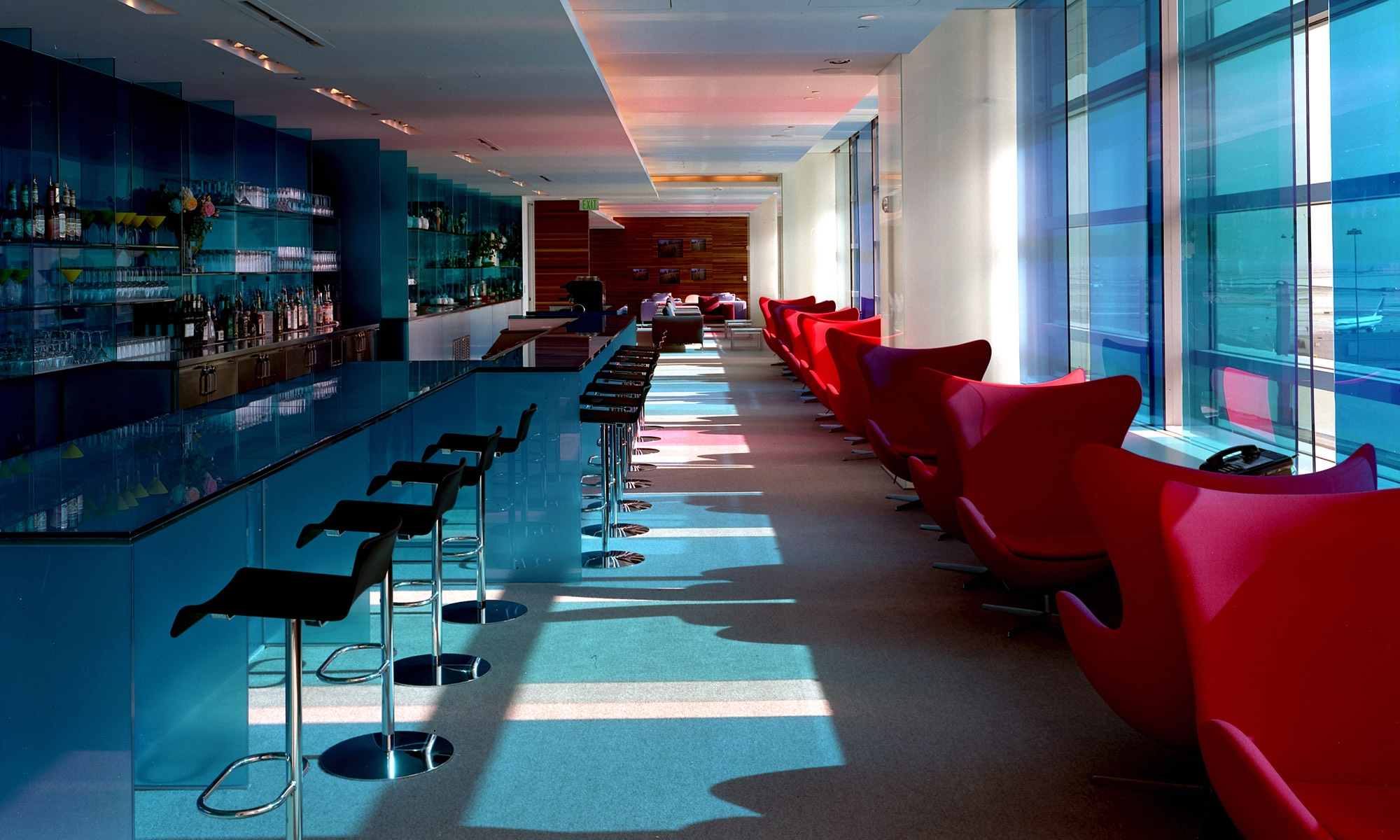
Virgin Clubhouse San Francisco Int’l Airport
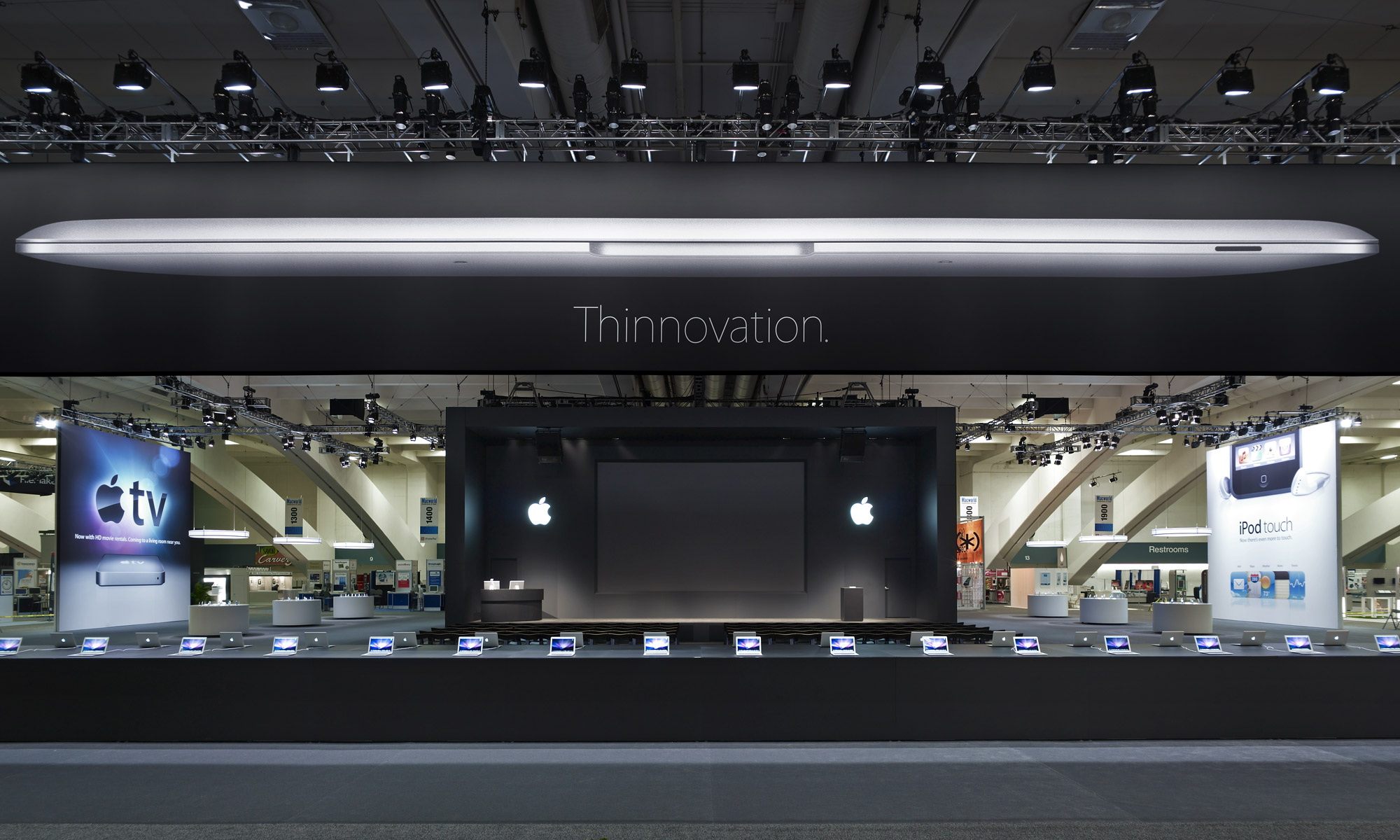
Apple MacWorld San Francisco, Kalifornien
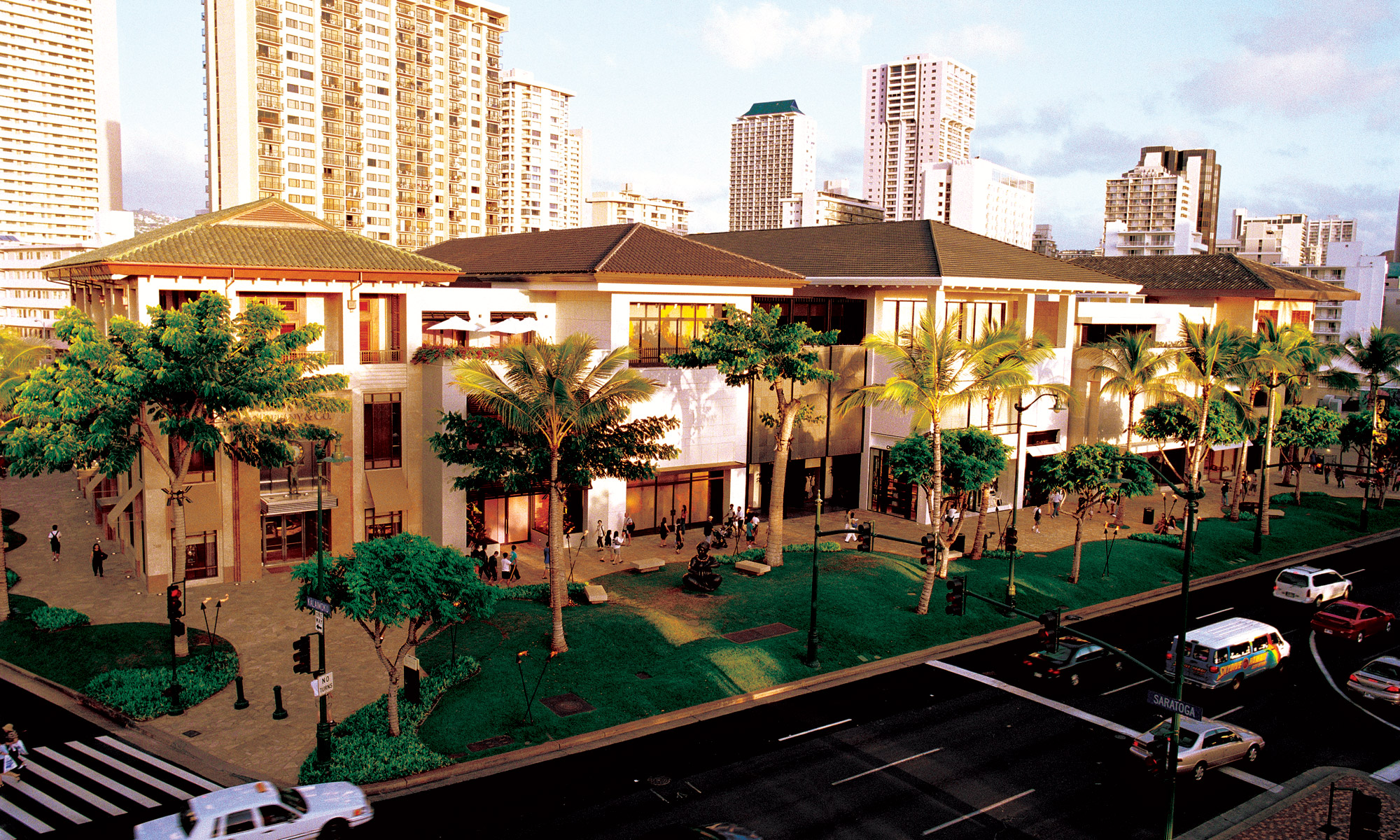
2100 Kalakaua Waikiki, Hawaii
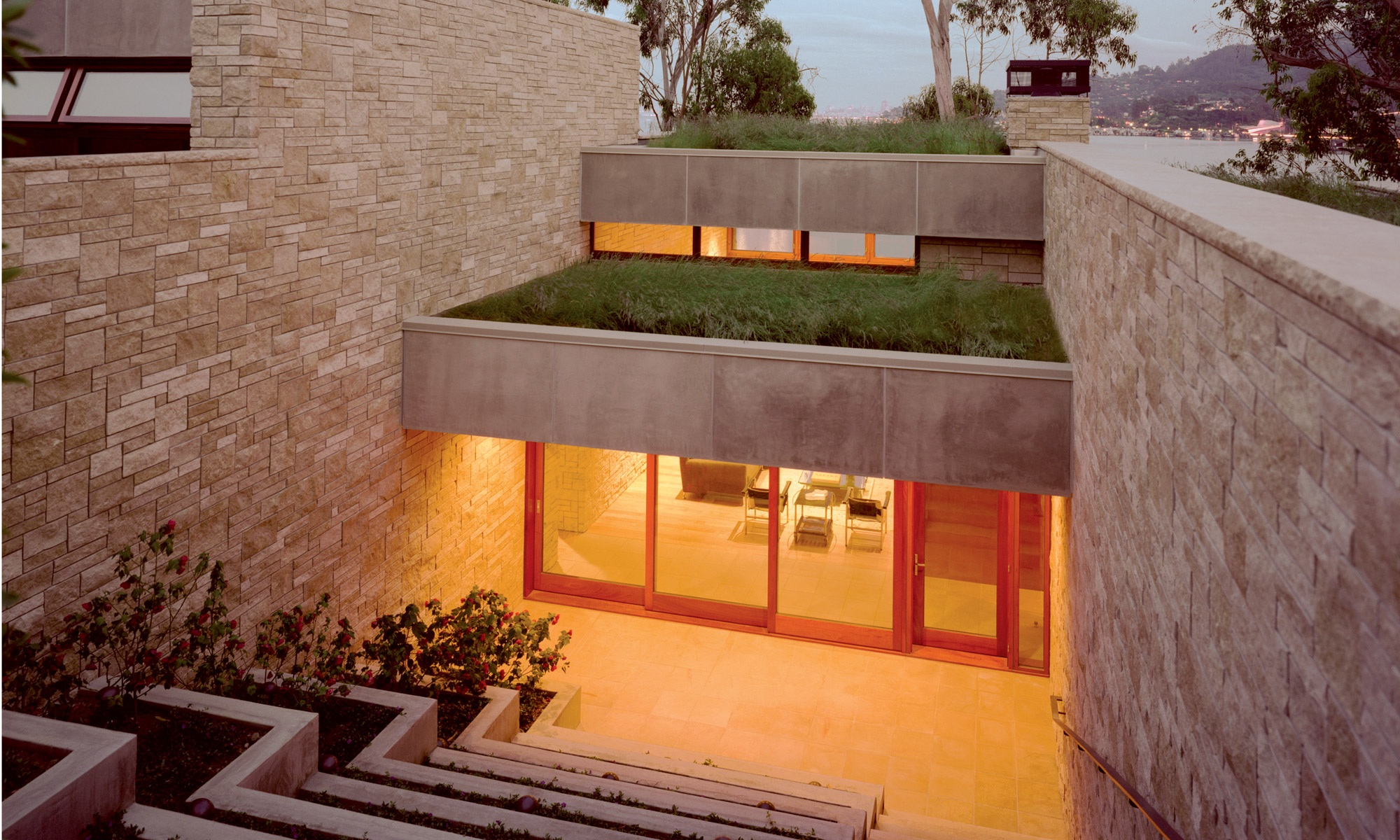
Edgewood House Mill Valley, Kalifornien
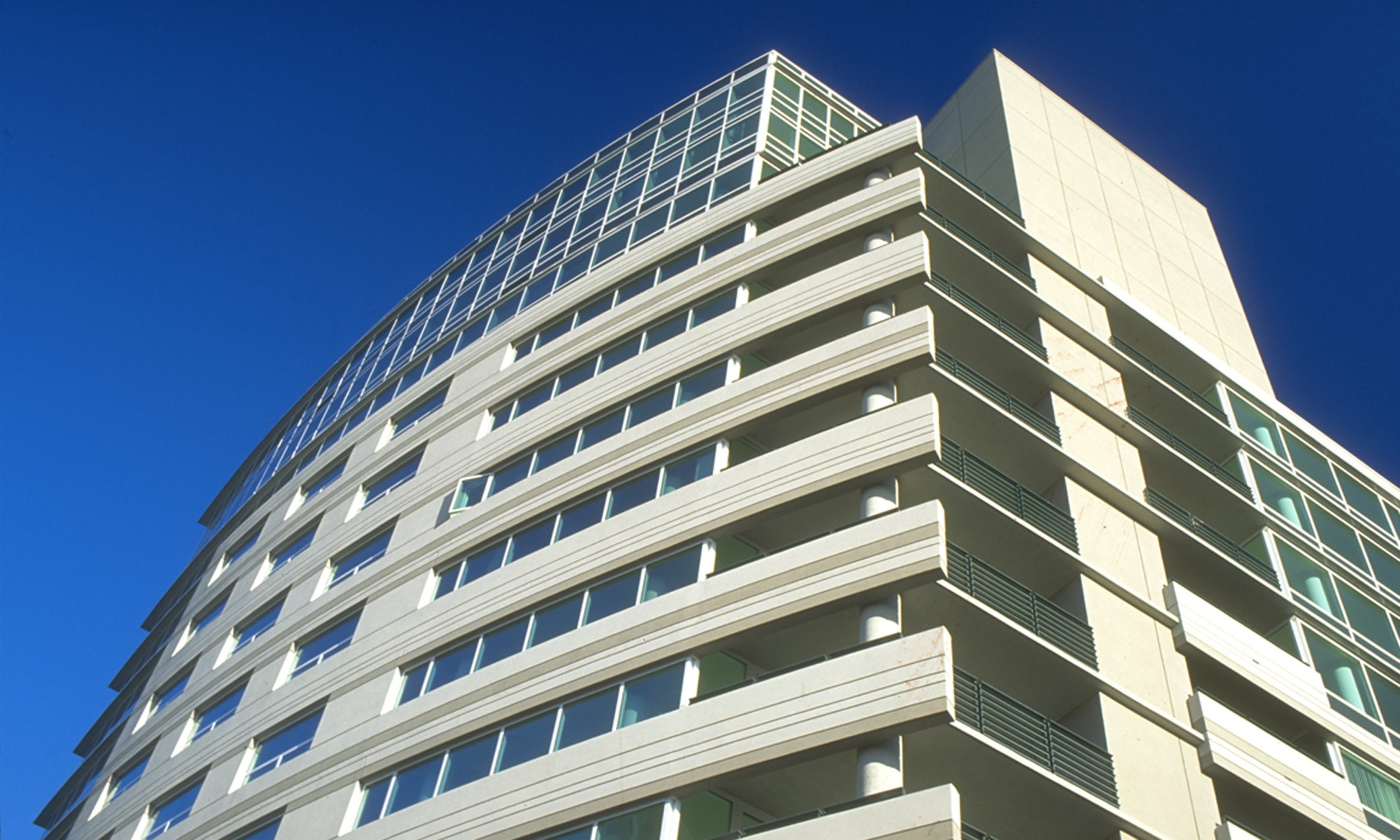
The Post International San Francisco, Kalifornien
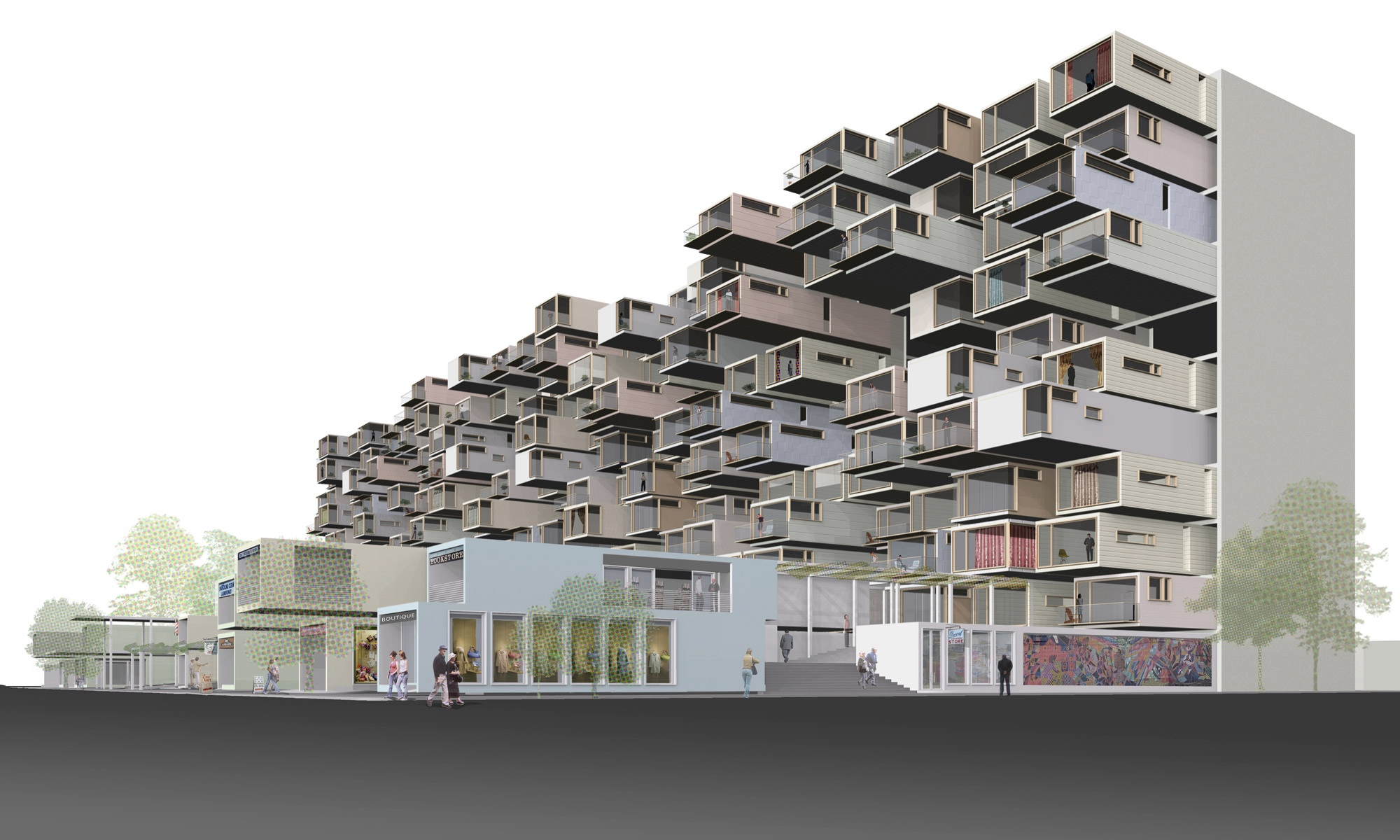
Katrina Design Wettbewerb High Density on the High Ground